# Australian Standard Garratt
Die Australian Standard Garratts (ASG) waren Kriegslokomotiven der Bauart Garratt, die während des Zweiten Weltkriegs für die kapspurigen australischen Bahngesellschaften in Queensland, Western Australia und Tasmanien gebaut wurden. Die hastig entworfenen Lokomotiven galten als Fehlkonstruktion und wurden teilweise schon unmittelbar nach dem Krieg ausgemustert.

## Geschichte
Besonders die Bahnen in Queensland waren wegen des Pazifikkriegs einer starken zusätzlichen Belastung ausgesetzt; gegenüber 1939 war der Verkehr bis 1942 um 51 % angestiegen. Garratt-Lokomotiven sollten bei der Bewältigung des Verkehrs helfen, eine Bauart, die bei den Queensland Government Railways (QGR) bis dahin nicht im Einsatz gewesen war. Beyer-Peacock war mit dem Bau anderer Kriegs-Garratts voll ausgelastet, und deshalb entschied man sich, die benötigten Maschinen in Australien zu bauen, zumal die Midland-Junction-Werkstätten der Western Australian Government Railways (WAGR) bereits Erfahrung mit dem Bau von Garratts gesammelt hatten (Klasse Msa).
Anstatt jedoch von einer der existierenden Garratt-Bauarten auszugehen, konstruierte der leitende Ingenieur der WAGR in nur etwa drei Monaten eine völlig neue Lokomotive. Die Einzelteile wurden von mehr als 100 über ganz Australien verteilten Unternehmen geliefert, und die Montage erfolgte in Bahnwerkstätten in Midland, Newport (Victoria) und Islington (South Australia) sowie bei dem privaten Unternehmen Clyde Engineering. 
Die schon beim Bau erkannten Fehler der Konstruktion waren so gravierend, dass es die Bahnwerkstätte der Victorian Government Railways in Newport ablehnte, ihre Fabrikschilder an den dort gebauten Lokomotiven zu befestigen. Nur die Zwangssituation des Krieges konnte die Bahngesellschaften und das Personal dazu bewegen, die Lokomotiven einzusetzen.
Nach dem Krieg weigerten sich viele Lokführer, mit den ASG zu fahren, unter anderem weil sie zu Entgleisungen neigten. Ein weiteres Problem war die Feuertür, deren Konstruktion zu einer starken Hitzestrahlung im Führerhaus führte. Eine königliche Untersuchungskommission wurde gebildet, und in der Folge wurden 36 größere Änderungen an den Lokomotiven vorgenommen. Dennoch verzichteten die QGR auf einen weiteren Betrieb der Baureihe und bestellten stattdessen neue Garratts bei Beyer-Peacock.

## Stückzahlen und Betreiber
Insgesamt wurden 65 Australian Standard Garratts bestellt, von denen 57 fertiggestellt und 55 in Dienst gestellt wurden. Zunächst kamen 26 zu den WAGR, 23 zu den QGR und 6 zu den Tasmanian Government Railways (TGR). 
Die TGR übernahmen nach dem Krieg sechs Lokomotiven der QGR. Weitere 3 Maschinen gab die QGR an die private Emu Bay Railway ab. 
6 Lokomotiven wurden 1951 von der WAGR an die South Australian Railways (SAR) verkauft, wo sie die Klasse 300 bildeten. Sie waren eine schnelle „Notlösung“ für schwere Kohlen- und Erzzüge, denn gleichzeitig bestellten die SAR 10 neue Garratts der Klasse 400, welche die ASG schon 1953/54 ablösten.
Viele ASG wurden schon in den 1950er Jahren verschrottet. Am längsten waren sie bei den TGR (bis 1957) und bei der ebenfalls auf Tasmanien gelegenen Emu Bay Railway (bis 1966) im Einsatz. In Victoria kam eine ehemalige WAGR-Maschine bei einem Zementwerk zum Einsatz und war ebenfalls bis 1966 in Betrieb. Diese Maschine mit der Nummer 33 ist als einzige Australian Standard Garratt erhalten geblieben; sie steht heute im Museum der Australian Railway Historical Society in Williamstown North, einem Vorort von Melbourne. 

## Technik
Die Australian Standard Garratts hatten die bei Garratts verbreitete Achsfolge (2'D1')(1'D2'). Um enge Kurven durchfahren zu können, hatten jeweils die erste und dritte Kuppelachse keine Spurkränze, was zu häufigen Entgleisungen führte, dem größten Mangel der Konstruktion. Die Triebgestelle waren auf Blechrahmen aufgebaut, die Träger der Kesselbrücke waren zur Gewichtsersparnis mit dreieckigen Ausschnitten versehen.
Der Belpaire-Kessel hatte keinen Dampfdom, sondern nur einen Mannlochdeckel. Ungewöhnlich für eine Kriegslokomotive, bei der es auf einfache Bauweise ankommt, waren die durchgehende Verkleidung der Kesselaufbauten zwischen Schornstein und Führerhaus sowie die an beiden Lokomotivenden „stromlinienförmig“ geformten Wassertanks. 
Je nach Einsatzgebiet gab es Unterschiede bei den Kupplungen und im Bremssystem: In Tasmanien und Westaustralien wurden Saugluftbremsen verwendet, in Queensland und Südaustralien Druckluftbremsen. Die Lokomotiven für Queensland und Tasmanien erhielten Puffer und Schraubenkupplungen, die für West- und Südaustralien Mittelpufferkupplungen.